# José Antonio González Estrada
José Antonio González Estrada (Puente Genil, Córdoba; 20 de octubre de 1995), más conocido como José Antonio, es un futbolista español. Juega como centrocampista y su equipo actual es el SC Puente Genil de la Tercera División RFEF.

## Trayectoria
Originario de Puente Genil, se formó en las categorías inferiores del Córdoba CF y debutó muy joven en Segunda B con el filial del Córdoba, disputando más de 80 partidos en tres temporadas en la categoría de bronce. 
En la temporada 17-18 fichó por el Granada CF, jugando 33 partidos con el filial nazarí también en Segunda B. 
En agosto de 2018, José Antonio renueva con el Granada CF por dos temporadas, con el que ascendió a LaLiga con el primer equipo granadino, si bien contó con menos protagonismo. 
La temporada 2019-20 volvió a jugar en el Córdoba CF, pero esta vez cedido por el Granada CF, club con el que al término de la temporada acordaría su desvinculación. 
El 1 de agosto de 2020, se compromete como jugador del Real Club Recreativo de Huelva de la Segunda División B de España.
En la temporada 2021-22, firma por la U.D. Melilla de la Segunda División RFEF.

## Clubes
Actualizado a 16 de agosto de 2018 
| Club                           | País   | Año             | Partidos | Goles |
| ------------------------------ | ------ | --------------- | -------- | ----- |
| Córdoba Club de Fútbol "B"     | España | 2013-2015       |          |       |
| Martos CD                      | España | 2015            |          |       |
| Córdoba Club de Fútbol "B"     | España | 2015-2017       |          |       |
| Recreativo Granada             | España | 2017-2018       |          |       |
| Granada CF                     | España | 2018-2020       |          |       |
| Córdoba CF (cedido)            | España | 2019-2020       |          |       |
| Real Club Recreativo de Huelva | España | 2020-2021       |          |       |
| Unión Deportiva Melilla        | España | 2021-Actualidad |          |       |